# IC 5181
IC 5181 — галактика типу S0 (спіральна галактика) у сузір'ї Журавель.
Цей об'єкт міститься в оригінальній редакції індексного каталогу.